# Miltiádis Varvitsiótis
Miltiádis Varvitsiótis (grec moderne : Μιλτιάδης Βαρβιτσιώτης), né le 21 juin 1969 à Glyfáda, est un homme politique grec, membre de la Nouvelle Démocratie (ND).

## Biographie
Aux élections législatives grecques de janvier 2015, il est élu député au Parlement grec sur la liste de la Nouvelle Démocratie dans la deuxième circonscription d'Athènes.